# Beuchat International
Beuchat International, meist nur unter dem Namen Beuchat bekannt, wurde 1934 gegründet und ist heute ein weltweit bekannter Entwickler sowie Hersteller von Unterwasserausrüstung.

## Geschichte

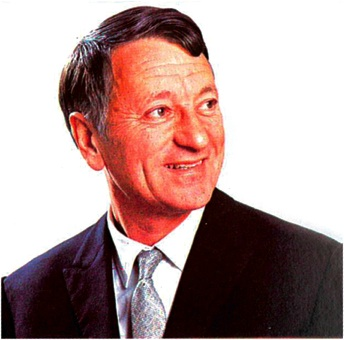
Georges Beuchat 1980

1934 gründete der Nachfahre eines schweizerischen Uhrenherstellers Georges Beuchat in Marseille die Beuchat S.A. Er war selbst Tauchpionier und war 1948 auch Mitbegründer von Français Confédération Mondiale des Activités Subaquatiques (daraus entstand später CMAS international).
Im Jahr 1953 erfand Beuchat einen Tauchanzug und 1964 Flossen, die jahrzehntelang als Referenz für alle anderen Tauchausrüstungshersteller galten. Auch mit diversen anderen Produkten prägte Beuchat die Geschichte der Unterwasserausrüstung maßgeblich.
Georges Beuchat verkaufte 1982 das Unternehmen an Álvarez de Toledo, dieser wiederum veräußerte es 2002 an die Margnat-Familie.

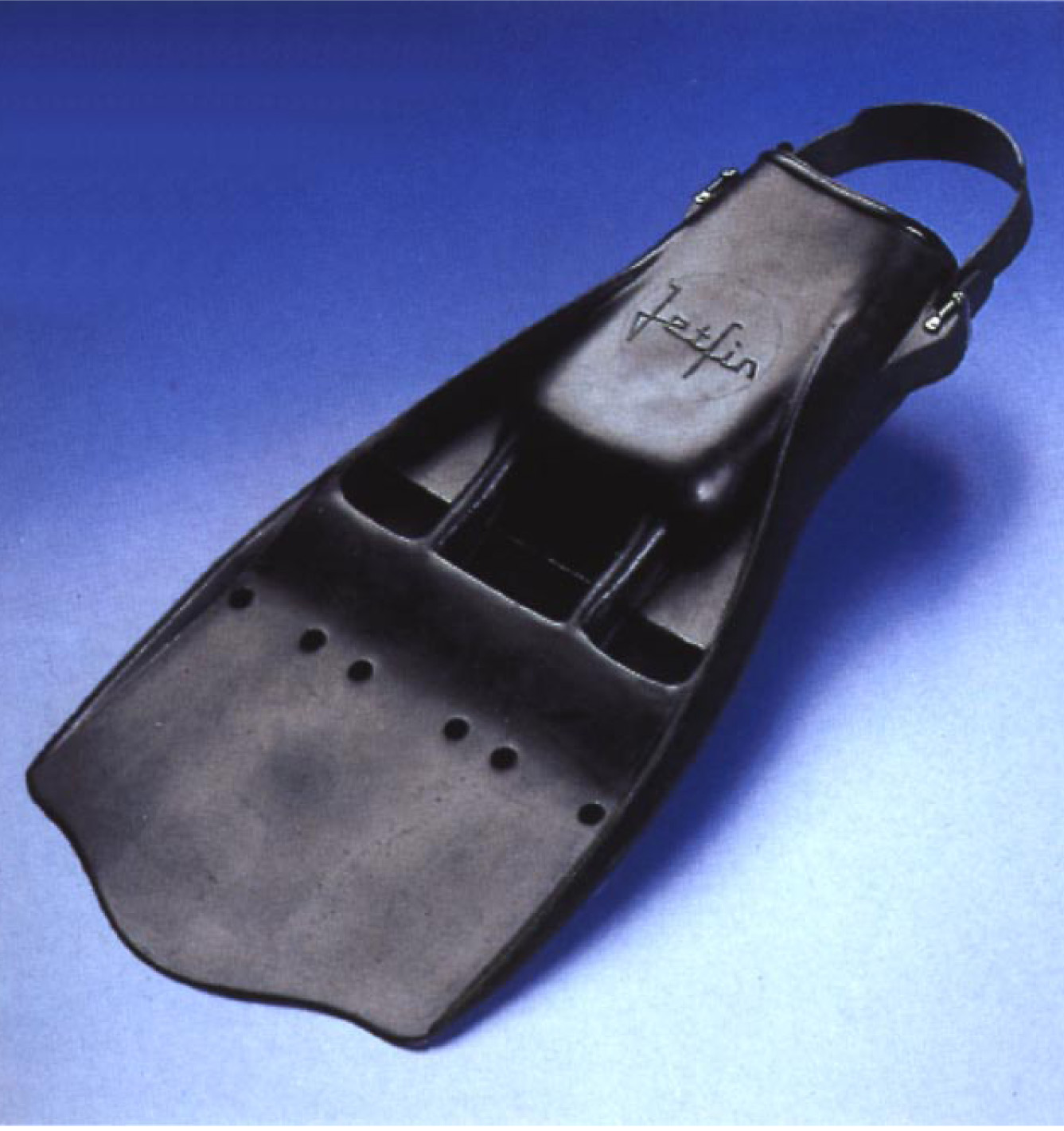
Jetfins von 1964

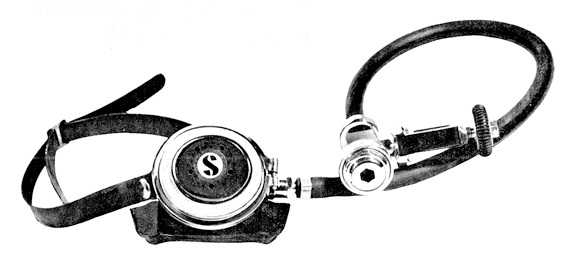
Souplair-Atemregler von 1964

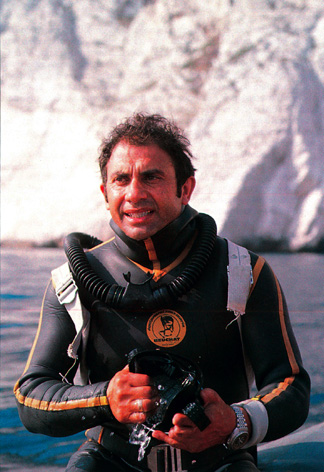
Albert Falco im Tarzan-Tauchanzug von Beuchat (1975)

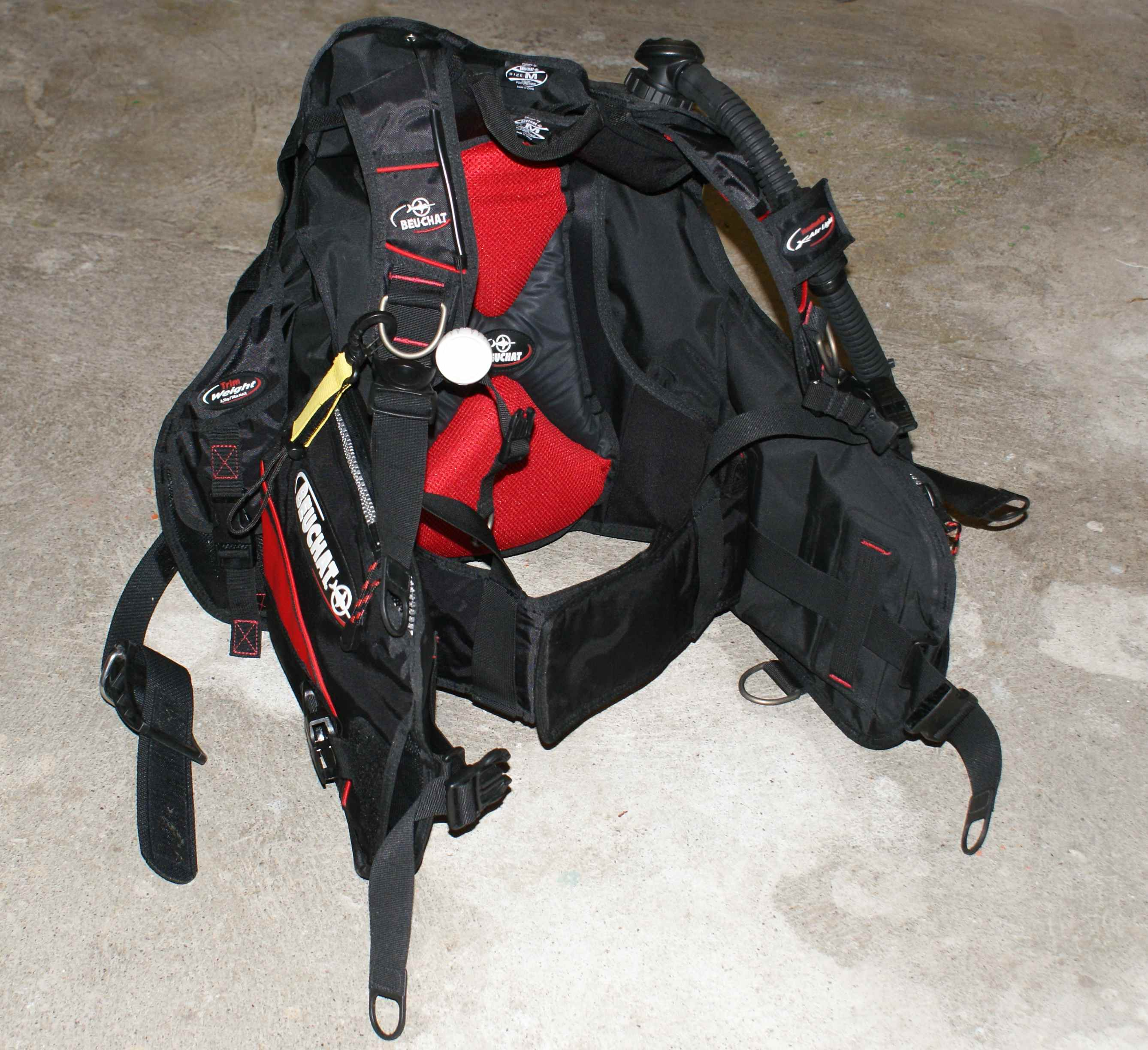
Masterlift Voyager Tarierjacket

Wichtige Entwicklungen und Ereignisse
- 1947: Tarzan (Speerfischer-Harpune)
- 1950: Tarzan (erstes Kameragehäuse auf dem Markt)
- 1953: erster Tauchanzug von Beuchat
- 1958: Compensator (einglasige Tauchermaske)
- 1960: Espadon (Flossen)
- 1963: Tarzan (Tauchanzug)
- 1964: Jetfins (weltweit die ersten Flossen, die speziell für Taucher entwickelt wurden. Innerhalb von fünf Jahren wurden über eine Million Stück des Urmodells verkauft. Diese Flossen galten jahrelang als Referenz für alle anderen Hersteller.)
- 1964: Souplair (erster Atemregler von Beuchat)
- 1975: Marlin (Speerfischer-Harpune)
- 1978: Atmos (Atemregler)
- 1985: Lyfty (Halskragen-Auftreibshilfe, Vorläufer des Tarierjacket)
- 1986: Aladin (ein tausendfach verkauftes Referenzmodell für alle nachfolgenden Tauchcomputer; Beuchat war an dieser Entwicklung von Uwatec maßgeblich mit beteiligt)
- 1990: Übernahme der Firma Cavalero
- 1993: Oceane (Tarierjacket)
- 1998: CX1 (erster Tauchcomputer von Beuchat selbst)
- 2001: Mundial (Speerfischer-Flossen)
- 2007: Focea Comfort II (Tauchanzug)
- 2007: Power Jet (Flossen)
- 2008: Masterlift Voyager (Tarierjacket)
- 2009: VR 200 Evolution (Atemregler)
- 2009: 75-Jahre-Jubiläum, zu dem eine Tauchanzuglinie im Retrolook hergestellt wurde
- 2010: Marlin Revolution (Speerfischer-Harpune)